# Escultura em miolo de figueira

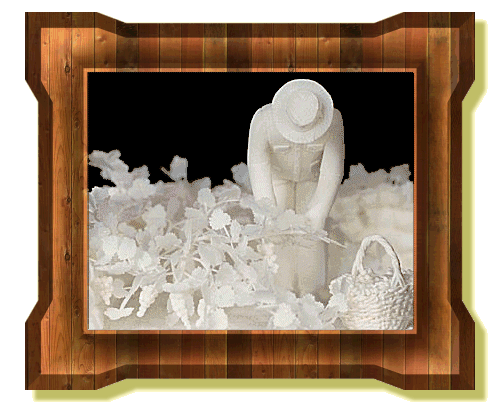
Escultura em miolo de figueira - Helena Henriques, Cidade da
Horta, Açores

Não se sabe ao certo como e quando apareceu a arte de trabalhar o miolo de figueira.
Pensa-se no entanto, que ela tenha surgido no seio dos conventos de religiosas que entre o século XVI e o século XIX estiveram activos na Cidade da Horta.
Com o encerramento dos conventos, em 1834, começaram a aparecer executantes entre a população e desde aí, esta actividade tem-se mantido entre os costumes das gentes faialenses, de onde já surgiram alguns nomes que se destacaram pela qualidade das suas obras. Poderemos citar por exemplo:
- A Sra. D. Emília Madruga Ferreira que recebeu uma Menção Honrosa por um trabalho que apresentou na "Grande Exposição Universal de Paris", na década de 1940;
- Sr. Lourenço Vieira Pimentel que em 1901 foi premiado com a medalha de ouro da "Exposição d`Indústrias, Artes e Ciências" realizadas em Ponta Delgada;
- P.e João Pereira e Silva a quem a PAN AMERICAN adquiriu um navio em miolo de figueira, oferecendo-o posteriormente à esposa do Presidente Roosevelt, que o apreciou tanto, que enviou uma carta extremamente elogiosa ao seu autor;
- Euclides Rosa que expôs a sua colecção em vários países do Mundo sempre com excelentes críticas, colecção essa que neste momento constitui exposição permanente no Museu da Horta.